# The Chronicles of Riddick: Escape from Butcher Bay
The Chronicles of Riddick: Escape from Butcher Bay (укр. Хроніки Ріддіка: Втеча з Бухти М'ясника) — відеогра, науково-фантастичний шутер від першої особи з елементами стелс-екшена. Гра Escape from Butcher Bay розроблена шведською студією Starbreeze Studios у співпраці з Tigon Studios. Дія гри проходить у всесвіті «Хронік Ріддіка», протагоністом є Річард Б. Ріддік. Дія гри відбувається до подій фільму «Цілковита пітьма»; гра є приквелом фільму.
Він Дізель, який грає роль Ріддіка у фільмах, також озвучив його ж у грі і надав свою зовнішність комп'ютерному персонажу. На відміну від менш вдалого фільму, гра отримала дуже позитивні відгуки у критиків, деякі з яких навіть заявили, що гра вийшла кращою, ніж фільм.
7 квітня 2009 року вийшов повний рімейк і аддон Escape from Butcher Bay — The Chronicles of Riddick: Assault on Dark Athena, який також розроблений компаніями Starbreeze Studios і Tigon Studios. Гра вийшла на Xbox 360, PlayStation 3 та ПК (Windows, Mac OS).

## Сюжет
Мисливець за головами по імені Джонс привозить Ріддіка — головного героя гри, у в'язницю особливого режиму Бухта М'ясника.
Господар в'язниці Хоксі садить Ріддіка на перший рівень. Але Ріддік починає продумувати план втечі. Він вбиває місцевого ватажка. Пробирається в медкабінет та через нього пускається в біги. Ввівши свій ДНК в систему безпеки, Ріддік отримує можливість користуватися зброєю охорони. У секції в'язниці, куди помістили Ріддіка, починається бунт. Повернувшись в тюремний блок, Ріддік проникає через яму на подвір'ї у каналізацію, де зустрічає неприємних мутантів. Крім мутантів у каналізації живе ще й священик Джо, який зашиває Ріддіку рану. Саме в цей час у Ріддіка з'являються світні очі, що дозволяють йому бачити в темряві. Ріддік проникає через каналізацію в приміщення охорони. Щоб пробратися в ангар космопорту, йому знадобилися очі Еботта — начальника охорони, який вже встиг насолити Ріддіку. Ріддік важко ранить його, але тут з'являється Джонс, який хоче забрати Ріддіка з цієї в'язниці, оскільки Хоксі не хоче багато платити. Тут з'являється сам Хоксі. Він відправляє Ріддіка на нижній рівень в'язниці, в шахти. Його поміщають у вежу 17.
Ріддік бере участь у подіях таким чином, щоб зустрітися з Ебботом, та у Ріддіка це виходить. Еббот, що вижив, та кілька охоронців відводять Ріддіка в окрему кімнату, щоб «поговорити». Ріддік використовує неймовірний викид енергії, який знищує всіх охоронців. Але Еббот знову виживає. Однак, Ріддік відразу після цього вбиває його в рукопашній сутичці.
Ріддік проникає в центральні приміщення шахт, зустрічає Джаггера Веланса, який розповідає йому про те, що неподалік є печера з великою кількістю монстрів, випустивши яких, можна створити паніку серед охорони. Ріддік вирушає до вежі 19, де йому передають вибухівку, та, повернувшись, випускає на волю цих монстрів. Використовуючи паніку, він добирається до останнього приміщення, де розправляється з бойовим роботом. Таким чином, Ріддік добирається до рятувального корабля. У ньому Джаггер Веланс намагається відкрити двері до управління кораблем. Однак знову з'являється Джонс. Ріддік мало не вбиває Джонса, а Джонс завдає поранення Ріддіку. Підоспілі охоронці вбивають Джаггера, а Ріддіка і Джонса відводять до Хоксі.
Хоксі дуже розсерджений і вирішує відправити Ріддіка в кріокамеру, де його дні будуть тягтися вічно. Але Ріддік хитрістю вибирається звідти та знову пускається в біги. Він краде бойового робота та йде трощити приміщення охорони. Діставшись до злітної платформи, він не виявляє там рятувального корабля. Однак Джонс приводить корабель, все ще сподіваючись відвезти Ріддіка в іншу в'язницю. Ріддік відбирає у Джонса управління кораблем, але не поспішає відлітати, адже залишилася ще одна справа.
Ріддік бере Хоксі зненацька в його кабінеті. Той після короткого діалогу ховається в укриття та викликає двох своїх особистих роботів-охоронців, яких Ріддіку доводиться вбити. Охорона вже підбирається до кабінету Хоксі, та Ріддік переодягає Хоксі під себе, а сам одягається охоронцем та йде разом з Джонсом до корабля. Охорона, що увірвалася до кабінету, прийнявши Хоксі за Ріддіка, розстрілює його.
А Ріддік відлітає разом з Джонсом з Бухти М'ясника.

## Головні герої
Ріддік — антигерой та протагоніст гри. Ріддік добре фізично розвинений. Він вміє логічно мислити та швидко знаходити вихід з будь-якої ситуації. У в'язниці він отримує імплантати в очі (принаймні, він переконує себе в цьому), що дозволяють йому бачити в темряві, але сліплять на світлі. Саме тому він завжди носить з собою сонцезахисні окуляри.
Вільям Джонс — мисливець за головами, який зловив Ріддіка та привіз у Бухту М'ясників. Джонс не ладнає з Хоксі. І цього разу Хоксі кинув його на гроші. Після цього Джонс всіляко намагається витягнути Ріддіка з Бухти М'ясника, щоб відвезти його в іншу в'язницю.
Хоксі — власник в'язниці. Самовпевнений егоїст, що насолоджується владою. Він недолюблює Джонса та тому дає за Ріддіка дуже малу ціну. У кінці гри Хоксі досить іронічно помирає через Ріддіка.
Еббот — корумпований начальник охорони. Еббот має значний вплив у Бухті М'ясників. Він встановлює у в'язниці свої порядки та не боїться використовувати задля цього грубу силу. Ріддік вбиває Еббота в рукопашній сутичці.
Священик Джо — дивний старий, що живе в каналізаціях під першим рівнем. За те, що Ріддік допомагає йому знайти його магнітофон, він зашиває вогнепальне поранення на руці Ріддіка та вказує шлях до приміщень охорони. Також під час останньої зустрічі Ріддіка та Священика Джо Ріддік отримує свої знамениті очі.
Джаггер Веланс — в'язень, що живе в шахтах. Має авторитет серед інших ув'язнених цієї частини тюрми. Намагається допомогти Ріддіку втекти з в'язниці, щоб піти разом з ним.

## Актори
- Він Дізель — Ріддік
- Кількість Хаузер — Вільям Джонс
- Дуайт Шультц — Хоксі
- Xzibit — Еббот
- Вілліс Берк II — Священик Джо
- Рон Перлман — Джаггер Веланс
- Арнелла Пауер — Юпітер
- Стів Блама — Раст

## Геймплей

Ріддік вступає в сутичку з охоронцем.

У фільмах Ріддік використовує в бою як зброю, так та підручні предмети, а іноді й свої руки. У грі гравець також може використовувати зброю та рукопашний бій (кулаки, ножі, кастети). Гра поєднує стелс з екшеном, примушуючи гравця то скажено мчати по коридорах, розстрілюючи все живе, то ховатися в тіні та тихо вбивати охоронців заточкою в шию.
Важливою складовою гри є колекціонування сигаретних пачок, кожна з яких відкриває в меню певний бонус, починаючи з рекламного ролика фільму та закінчуючи першим розділом з книги за мотивами фільму.

## PC версія
У PC-версії гри доданий режим гри під назвою «Коментарі», де гравець може по ходу гри прослуховувати коментарі розробників, що розповідають про те, як вони створювали той чи інший момент. Крім того в кінці гри був доданий рівень, де гравець сідає в робота та їде по приміщенням тюрми, знищуючи усе навколо. Крім того, додані три сигаретні пачки для колекціонування.

## Графіка
«Chronicles of Riddick: Escape from Butcher Bay» стала однією з перших ігор, що використовують normal mapping (вперше з'явився в Doom 3), що робить текстури більш об'ємними та реалістичними. У грі також використовуються м'які тіні, що робить їх реалістичнішими, ніж у Doom 3.